# 三条燕インターチェンジ
三条燕インターチェンジ（さんじょうつばめインターチェンジ）は、新潟県燕市佐渡にある北陸自動車道のインターチェンジである。
本項目では、IC内に併設されている三条燕バスストップ（高速バス停留所）についても記述する。

## 歴史
- 1978年（昭和53年）9月21日 - 新潟黒埼IC（現在の黒埼IC） - 長岡IC（現在は関越自動車道）間の開通に伴い[1][4][5][6]、供用開始[1]。

## 概要
当ICは国道289号に接続しており、東側の三条市街地や加茂市のある国道8号方面、西側の燕市街地や弥彦村のある国道116号方面への結節点となっているが、同国道と接続する交差点の南東側約300mには、三条市域を南北に縦貫する国道8号と接続する須頃三丁目南交差点が近接して設けられており、IC周辺部の交通量が特に多い。また近隣は商業地と住宅地となっていることもあって、周辺地区では車両の混雑や渋滞が頻繁に発生している。

## 名称について
燕市史では「高速道路のインターチェンジ名は、二つ以上の市町村名や地名を重ねる例は多くあり、すんなり決まった」としている。一方、近隣に開業する新幹線駅の名称を巡っては、三条市側と燕市側で意見が対立した。最終的に、駅開業の4年前に供用を開始していた北陸自動車道の当インターチェンジは「三条燕IC」で、新幹線駅はその逆の「燕三条駅」とすることで決着した。決定当時「北陸道のICが「三条燕」になったことから、新幹線については「燕」上位で合意」と報道されている。
2025年、地元の青年会議所は「燕三条民意醸成プロジェクト」を起こし、名称を燕三条インターチェンジに変える運動、署名活動を開始している。

## 道路
- E8 北陸自動車道（39番[注 1]）

直接接続
- 国道289号

間接接続
- 国道8号（南東側300m）

## 料金所
- ブース数：8

### 入口
- ブース数：3
  - ETC専用：1
  - ETC・一般：1
  - 一般：1

### 出口
- ブース数：5
  - ETC専用：2
  - 一般：3（うち1つは精算機）

## 周辺
- 東日本旅客鉄道（JR東日本） 上越新幹線・弥彦線 燕三条駅[6][11]
- 道の駅燕三条地場産センター
- 三条市立大学[6]
- 石上大橋

## 三条燕バスストップ
IC内にある高速バス停留所。上下線ともランプウェイ間の本線沿いに設置されており、停車後はすぐ本線に再合流して走行できる構造となっている。高速路線バスの車内表示などでは停留所名に「・」による分かち書きを加え、「三条・燕」と案内している。

### 停車路線

#### 県外線

新潟県・県外高速バス路線図（旧ツアーバス系は除く）

いずれも、新潟発は乗車のみ、新潟行は降車のみの扱い。
- 新宿・池袋 - 新潟線（バスタ新宿・池袋駅東口 - 万代シテイバスセンター・佐渡汽船ターミナル）
- 富山 - 新潟線（富山駅 - 万代シテイバスセンター）
- 長野 - 新潟線（権堂・長野駅 - 万代シテイバスセンター）
- 名古屋 - 新潟線（名鉄バスセンター−万代シテイバスセンター）
栄BS - 三条燕BS - 巻潟東BS
- NETWORK（東京ディズニーランド・バスタ新宿 - 新発田駅）
長岡北BS - 三条燕BS - 巻潟東BS
- アミー号（バスターミナル東京八重洲・バスタ新宿 - 新潟大学）
長岡駅大手口 - 三条燕BS - 鳥原BS
- 前橋 - 高崎 - 新潟線（前橋バスセンター・高崎駅 - 万代シテイバスセンター）
高崎バスセンター - 三条燕BS - 巻潟東BS
- 大阪・京都 - 新潟線（大阪（阪急梅田） - 京都駅前 - 万代シテイバスセンター）
京都深草BS - 三条燕BS - 巻潟東BS

#### 県内線

ときライナー路線図

- 【ときライナー】Ｎ 長岡線（長岡駅 - 新潟駅）
- 【ときライナー】Ｔ 十日町線（十日町車庫 - 六日町 - 新潟駅）
- 【ときライナー】Ｋ 柏崎線（柏崎駅 - 新潟駅）
- 【ときライナー】Ｊ 上越線（直江津駅 - 高田駅 - 新潟駅）
栄BS- 三条燕BS - 巻潟東BS
- 【ときライナー】Ｉ 糸魚川線（糸魚川駅 - 新潟駅）
上方BS - 三条燕BS - 巻潟東BS

### インター周辺の高速バス停留所
当IC施設外の国道289号沿いには、当ICから一般道路を経由する高速バス2路線の停留所が設置されている。道路の構造上、前掲の本線上のバス停は経由しない。
2路線はいずれも県内線（ときライナー）で、同国道南東側の三条・燕インター前はＳ 東三条線（東三条駅 - 新潟駅）が、同国道北西側の三条・燕インター東はＢ 燕線（燕駅 - 新潟駅）が発着する。後者の東停留所は名称こそ「東」だが、設置位置は当ICの西側である。
なお当IC周辺を経由する高速路線バスのうち、大阪・京都 - 柏崎・長岡・三条線は、IC近隣に停留所を設置していない。

## 隣
E8 北陸自動車道
(38)中之島見附IC - (38-1)栄PA/SIC - (39)三条燕IC - (40)巻潟東IC